# 維克托·帕爾森
維克托·帕爾森（1991年4月30日—）是一位冰島足球運動員，在場上的位置是防守中場。現效力於美職球隊華盛頓聯隊。

## 外部連結
- 维基共享资源上的相關多媒體資源：維克托·帕爾森
- 足球数据库：維克托·帕爾森的球员统计数据
- Voetbal International profile （页面存档备份，存于） （荷蘭語）
- International profile （页面存档备份，存于） on KSÍ's official website.